# Giuseppe Maddaloni
Giuseppe Maddaloni, född den 10 juli 1976 i Neapel, Italien, är en italiensk judoutövare.
Han tog OS-guld i herrarnas lättvikt i samband med de olympiska judotävlingarna 2000 i Sydney.